# Палмер, Горацио Ричмонд
Горацио Ричмонд Палмер (англ. Horatio Richmond Palmer; 26 апреля 1834, Шерберн, округ Шенанго, штат Нью-Йорк — 15 ноября 1907) — американский композитор и хоровой дирижёр.
Учился музыке у своего отца, руководившего церковным хором, затем в музыкальной школе в Рашфорде, позднее преподавал там же. В возрасте 20 лет начал карьеру хорового дирижёра, венцом которой стало руководство в 1873—1880 гг. основанным им в Нью-Йорке Церковным хоровым союзом (англ. Church Choral Union of New York City). В 1860-е гг. руководил Нормальной музыкальной академией Северо-Запада в штате Висконсин, затем основал (1877) и на протяжении 14 лет возглавлял летнюю музыкальную школу в Шатокуа, руководил музыкальным фестивалем в Кортленде. В 1881 г. получил степень доктора музыки в Чикагском университете.
Автор многочисленных учебных пособий, в том числе «Основ музыкальной композиции» (англ. Elements of Musical Composition; 1867), «Теории музыки» (англ. Theory of Music; 1875), «Музыкального катехизиса» (англ. Musical Catechism; 1880) и т. д., а также «Карманного словаря произношения музыкальных терминов» (англ. New Pronouncing Pocket Dictionary of Musical Terms; 1885, переиздания 1902, 1917).